# Manduca rustica
Manduca rustica là một loài bướm đêm thuộc họ Sphingidae.

## Phân phát
Nó được tìm thấy ở phần phía nam của Hoa Kỳ (straying into miền bắc United States at times), southward through México, Trung Mỹ và Nam Mỹ to Uruguay.

## Sinh học
Ấu trùng ăn Jasminum và Bignonia và các thành viên khác của họ Verbenaceae, Convolvulaceae và Lamiaceae và Boraginaceae.

## Sự miêu tả

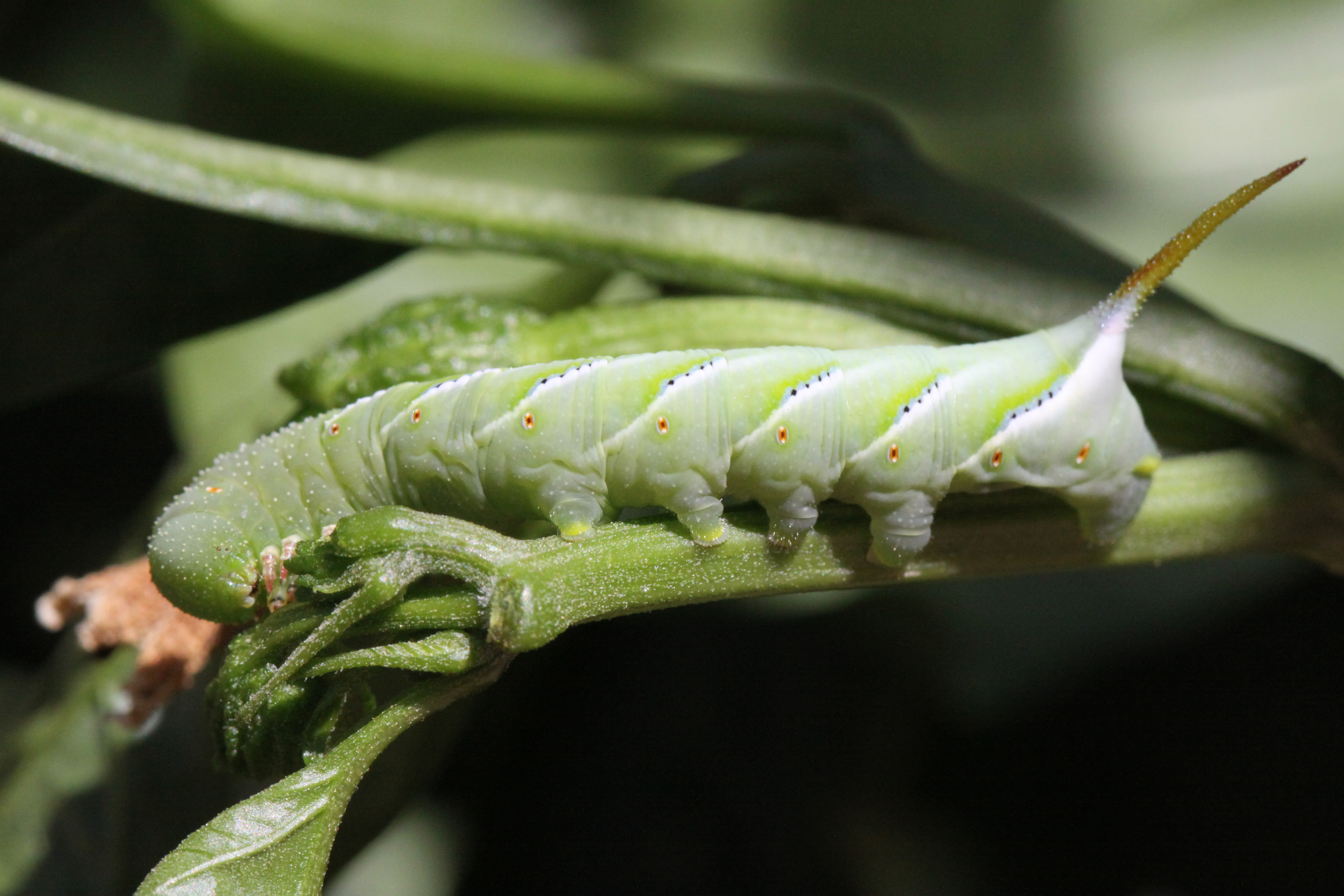
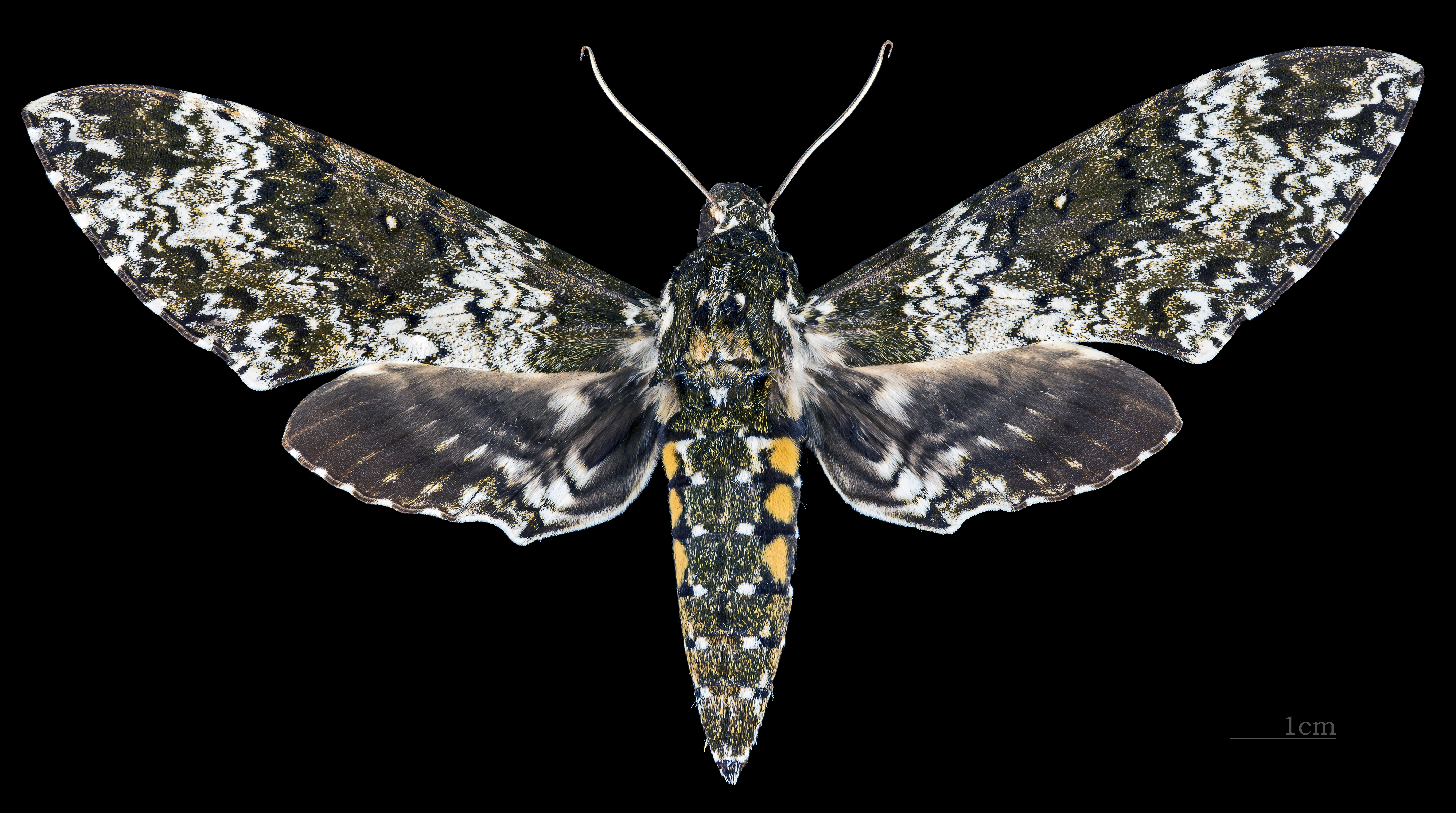
Manduca rustica rustica ♂
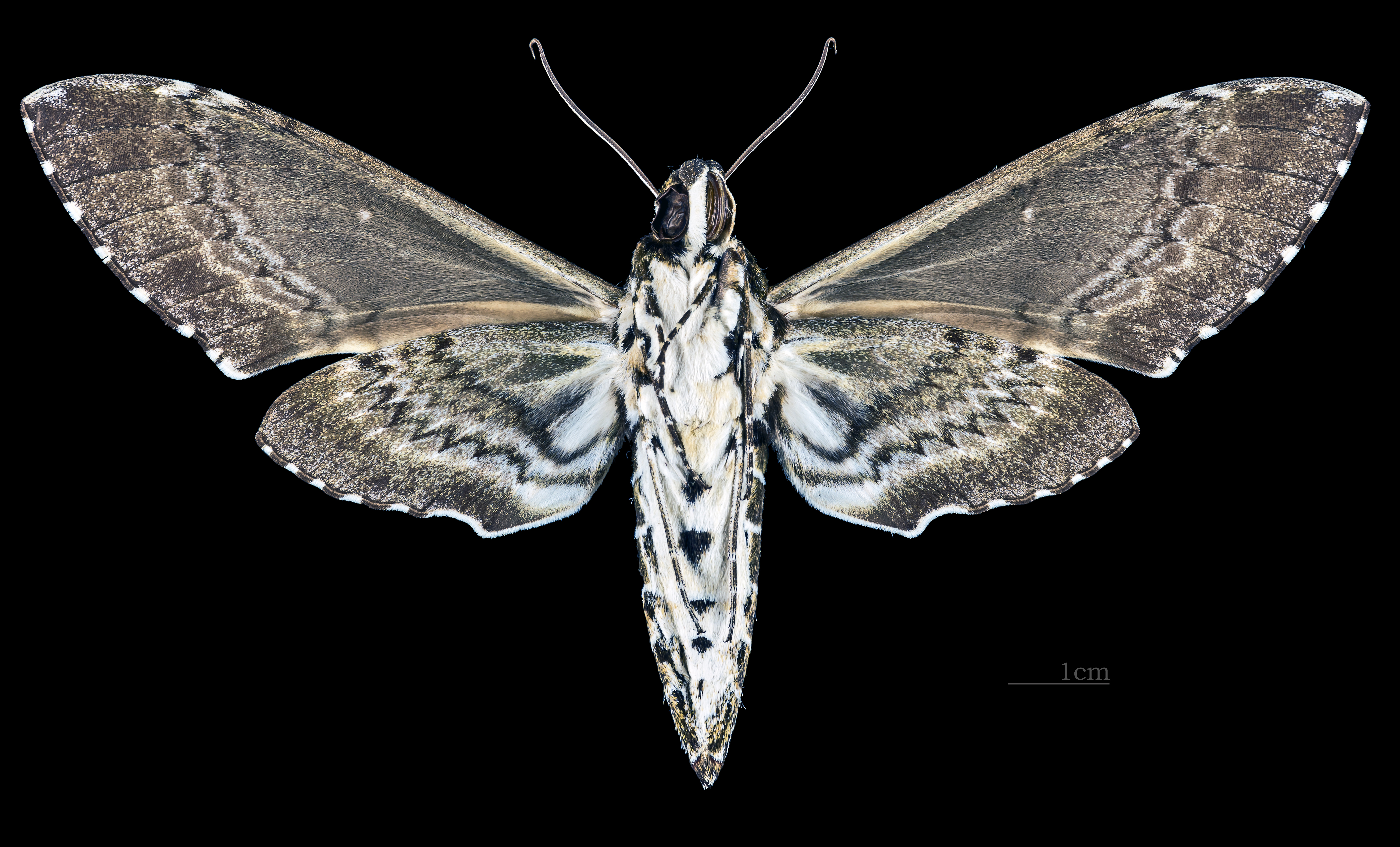
Manduca rustica rustica ♂ △

## Phụ loài
- Manduca rustica rustica (từ Virginia về phía nam đến Florida, phía tây đến Arkansas, Texas, Nam New Mexico, Arizona, và miền nam California và Puerto Rico và Cuba, và sau đó sâu về phía nam qua Trung Mỹ đến Brazil, Bolivia, Uruguay và Argentina)
- Manduca rustica calapagensis (Holland, 1889) (Galapagos Islands)
- Manduca rustica cortesi (Cary, 1963) (Mexico)
- Manduca rustica cubana (Wood, 1915) (Cuba và Jamaica)
- Manduca rustica harterti (Rothschild, 1894) (Lessser Antilles bao gồm Bonaire, cũng như St. Lucia)

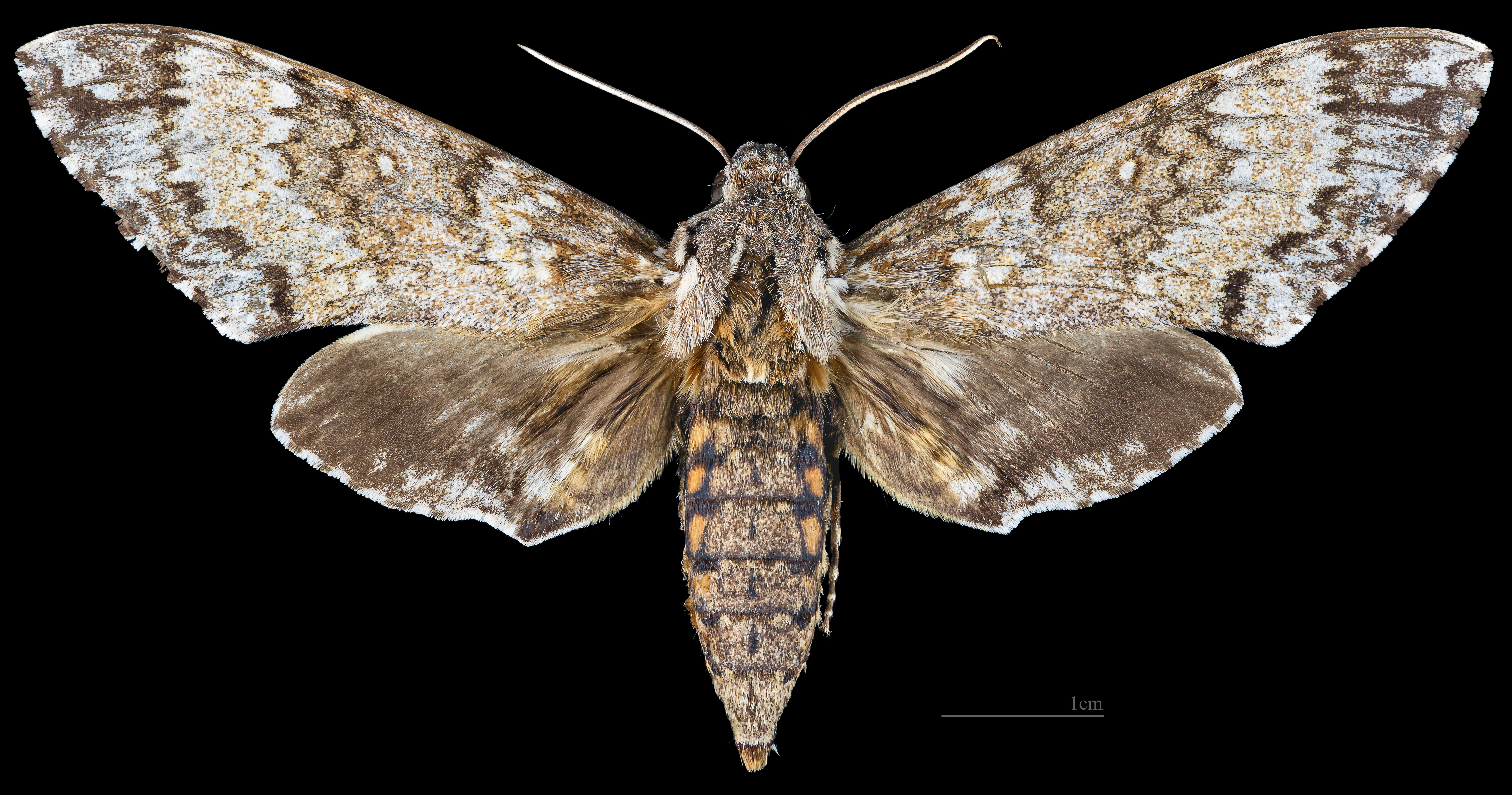
Manduca rustica calapagensis ♀
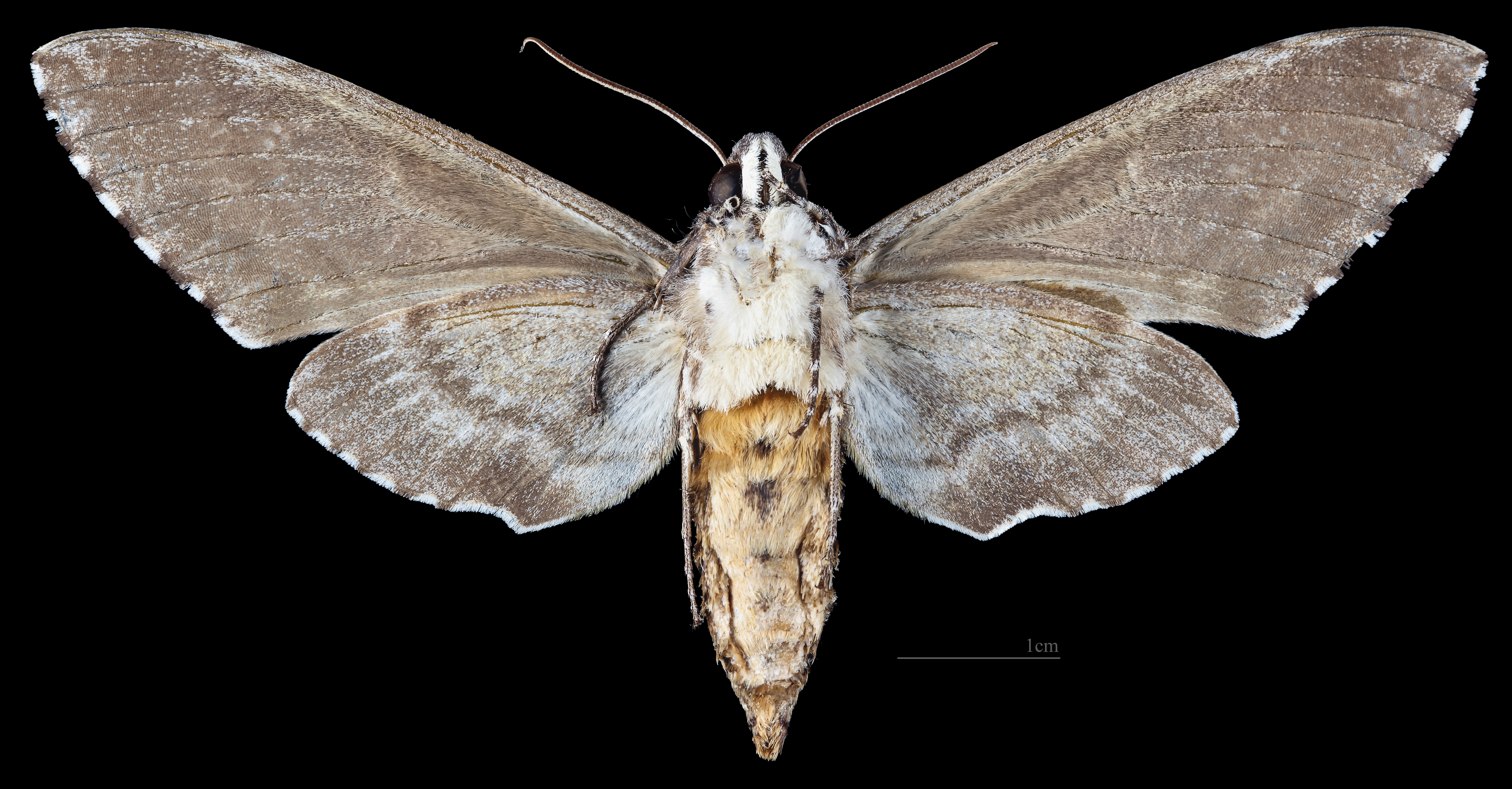
Manduca rustica calapagensis  ♀ △
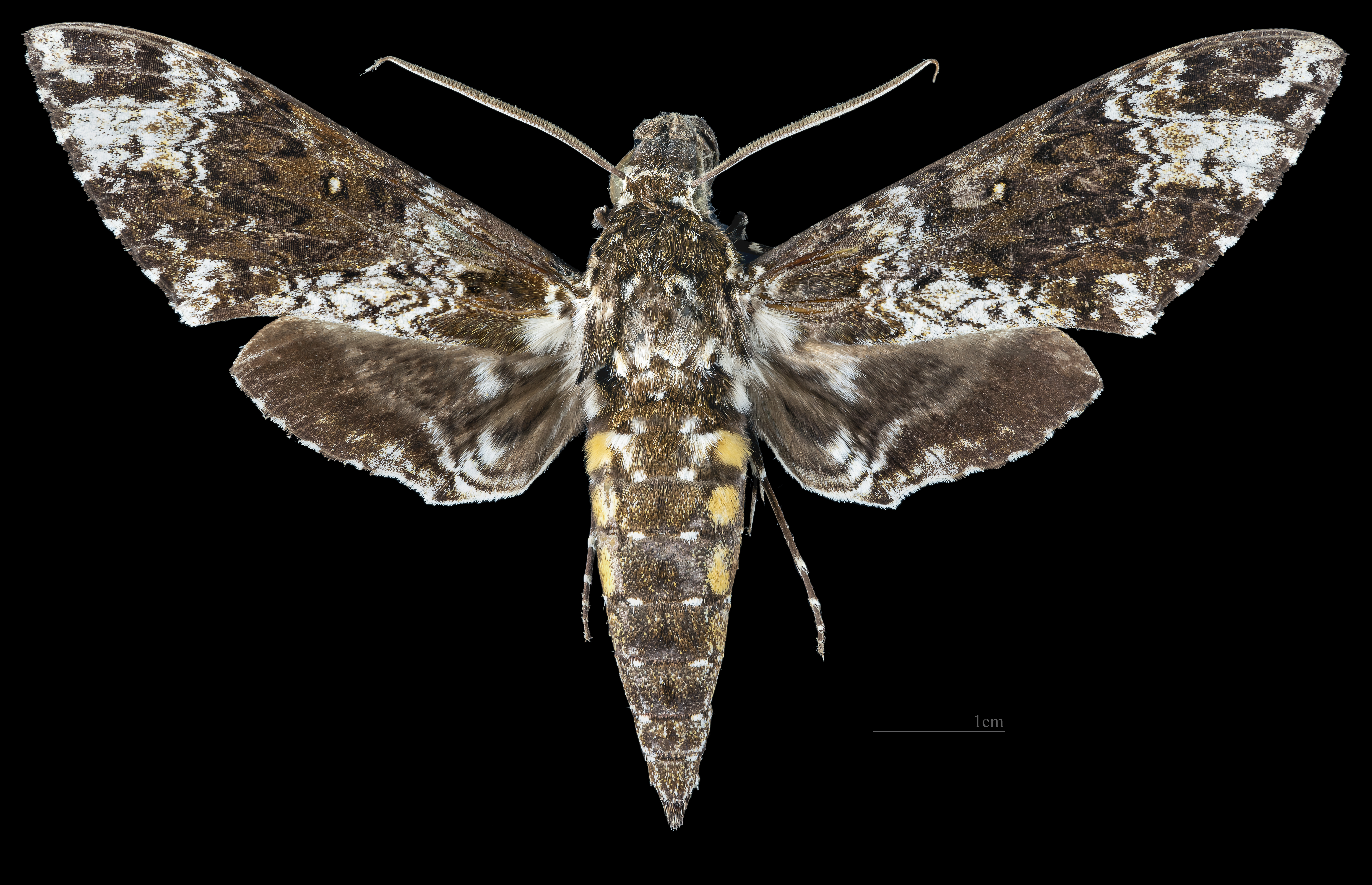
Manduca rustica cubana ♂
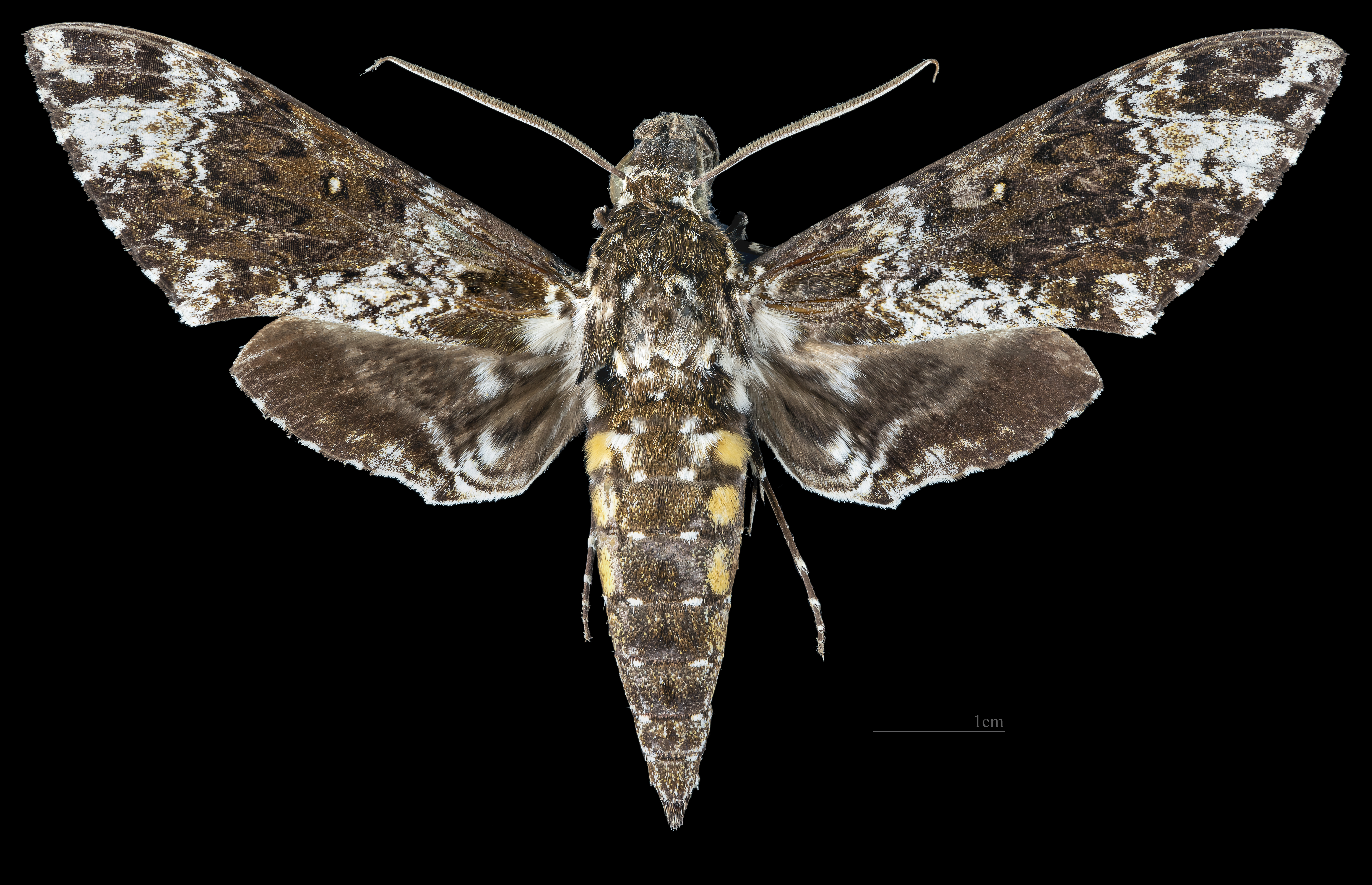
Manduca rustica cubana  ♂ △
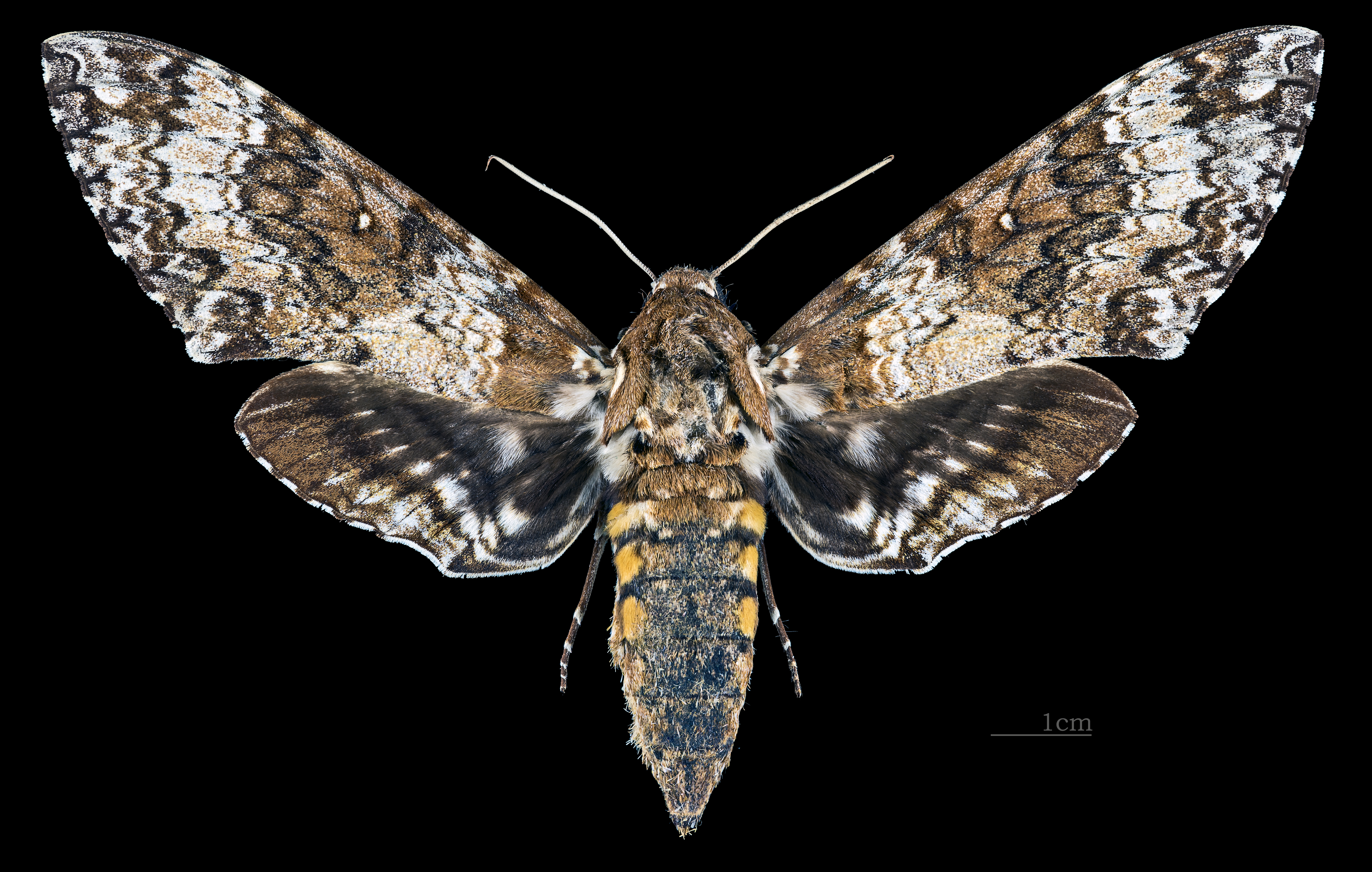
Manduca rustica harterti ♂
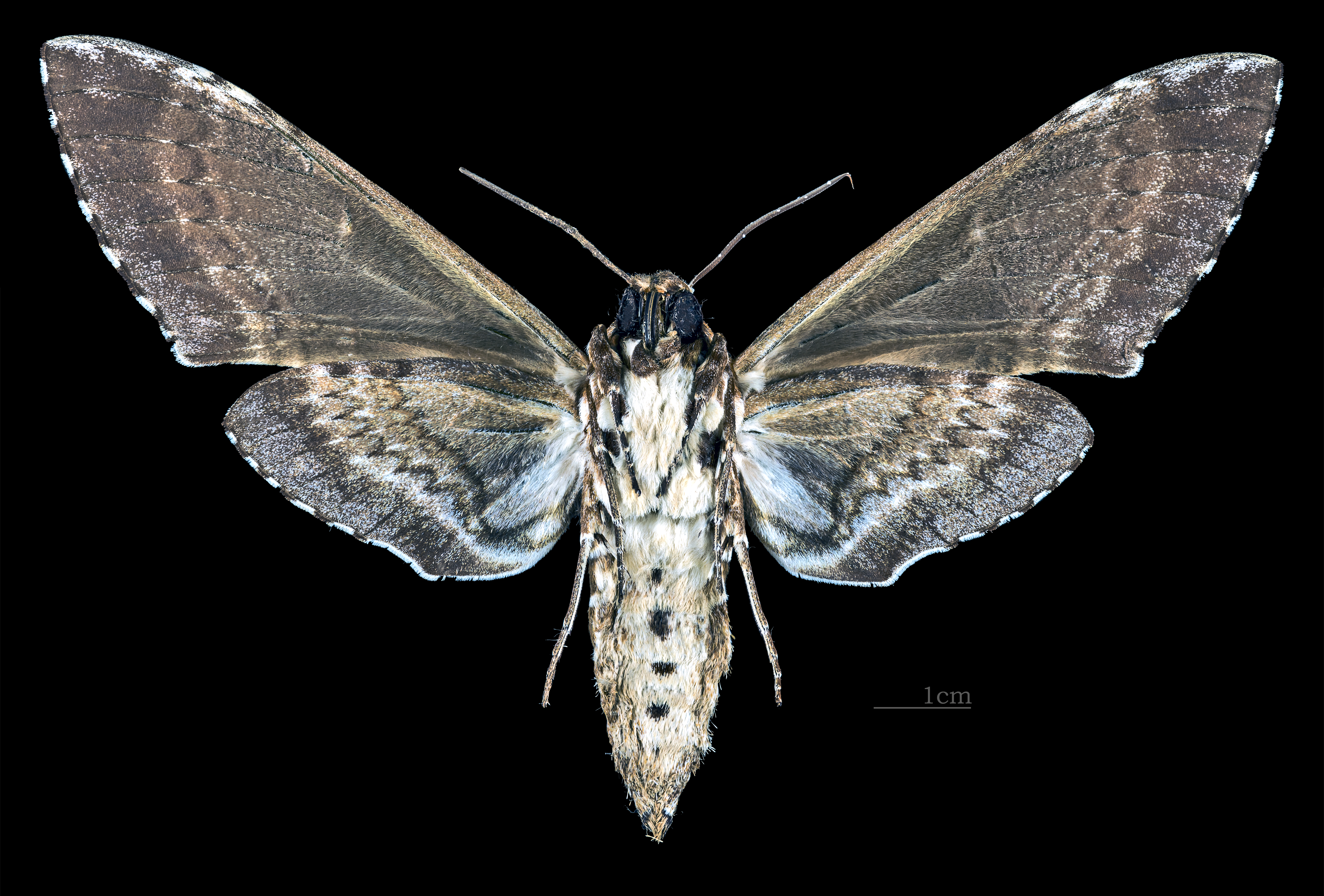
Manduca rustica harterti ♂ △

## Hình ảnh

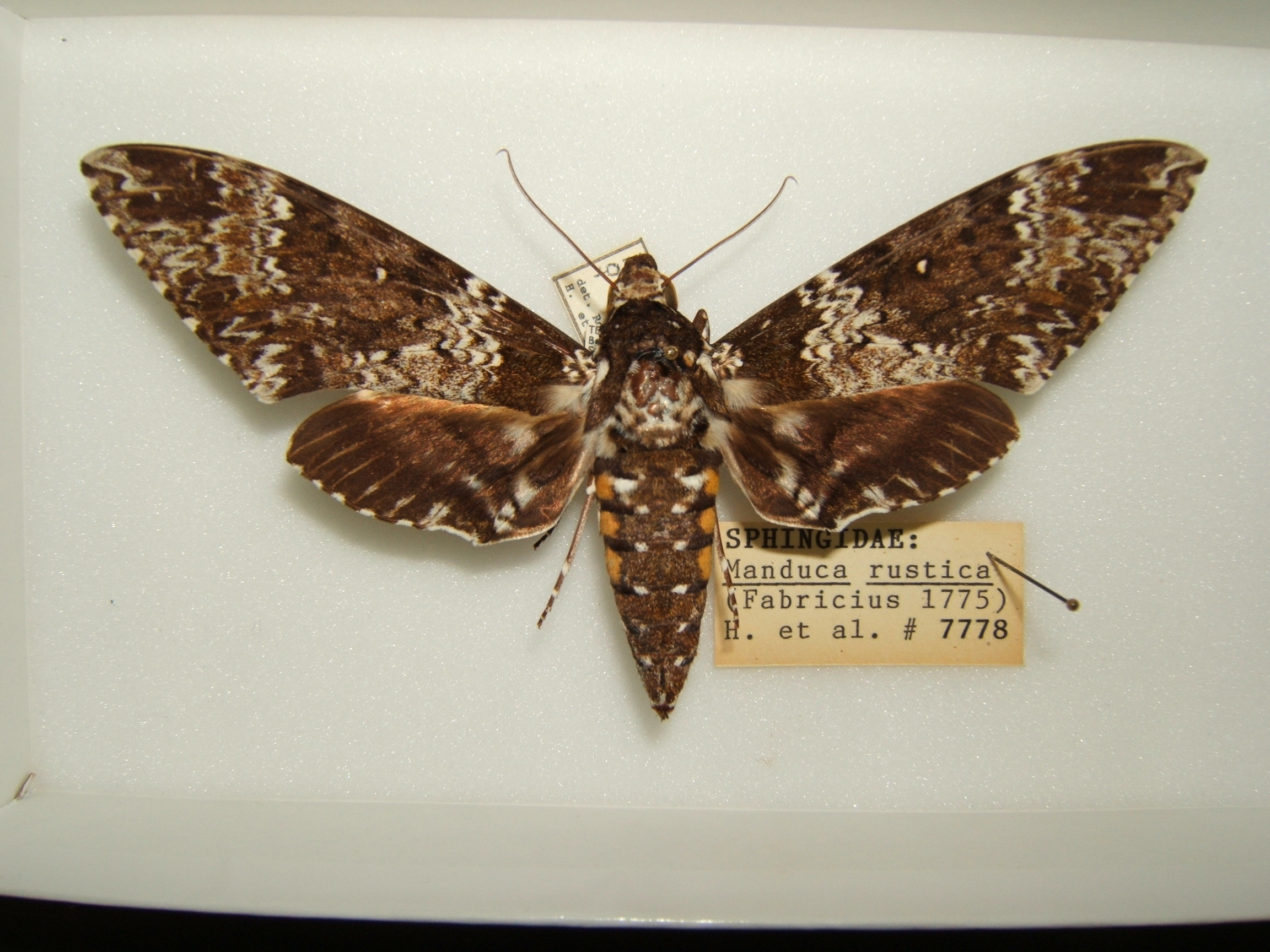
Con cái
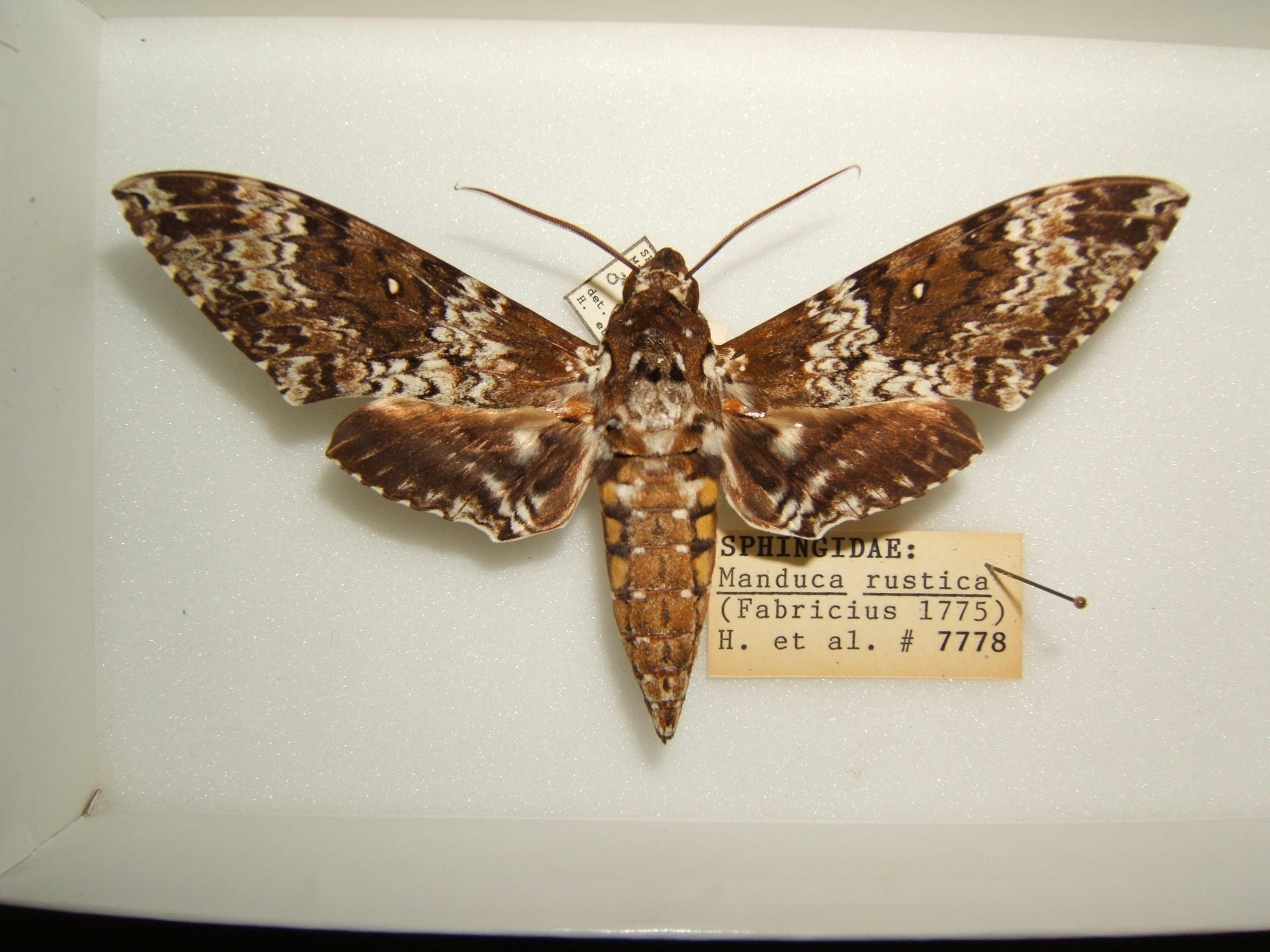
Con đực trưởng thành
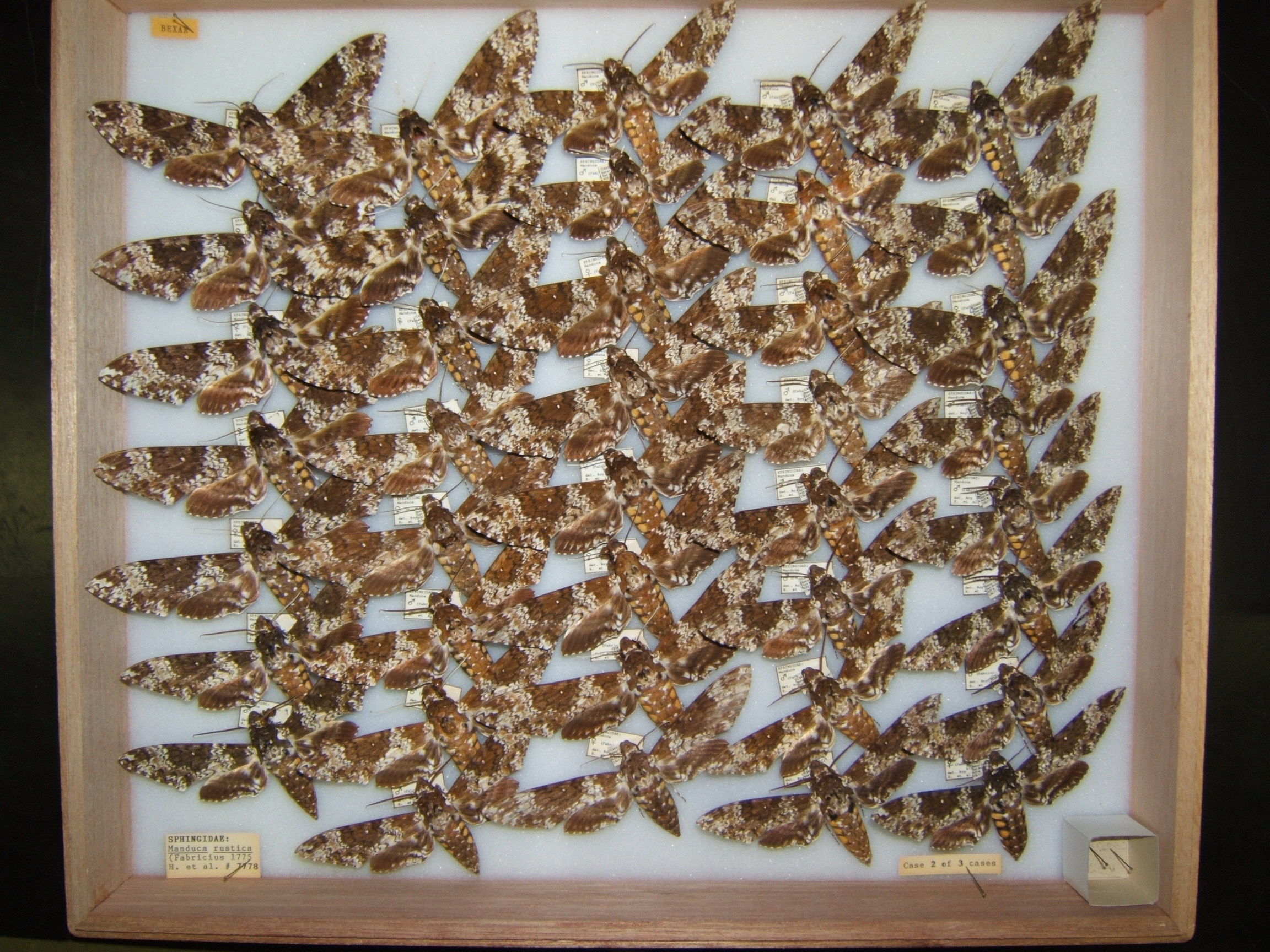
Đa dạng Manduca rustica